# PGC 2179615
LEDA/PGC 2179615 ist eine Spiralgalaxie im Sternbild Perseus am Nordsternhimmel. Sie ist schätzungsweise 553 Millionen Lichtjahre von der Milchstraße entfernt und hat einen Durchmesser von etwa 115.000 Lichtjahren. Vom Sonnensystem aus entfernt sich das Objekt mit einer errechneten Radialgeschwindigkeit von näherungsweise 12.300 Kilometern pro Sekunde.

## Galaktisches Umfeld
| Nr. | Galaxie          | Alternativname          | Rek           | Dek           | Distanz/asec |
| --- | ---------------- | ----------------------- | ------------- | ------------- | ------------ |
|     | LEDA/PGC 2179615 | 2MASX J02420038+4120336 | 02h42m00.40s  | +41d20m33.9s  | 0            |
| 1   | LEDA/PGC 2179906 | 2MASX J02415984+4121396 | 02h41m59.84s  | +41d21m39.6s  | 64.36        |
| 2   | LEDA/PGC 2179099 | 2MASX J02414748+4118450 | 02h41m47.50s  | +41d18m45.3s  | 182.25       |
| 3   | LEDA/PGC 2180233 | 2MASX J02405010+4122503 | 02h40m50.11s  | +41d22m50.7s  | 803.05       |
| 4   | LEDA/PGC 10164   | CGCG 539-075            | 02h40m54.75s  | +41d13m39.4s  | 848.43       |
| 5   | LEDA/PGC 2182804 | 2MASX J02424050+4132556 | 02h42m40.506s | +41d32m55.67s | 867.04       |
| 6   | LEDA/PGC 2180784 | 2MASX J02404011+4125009 | 02h40m40.12s  | +41d25m01.1s  | 941.04       |
| 7   | NGC 1053         | NGC 1053                | 02h43m12.44s  | +41d30m02.2   | 989.14       |
| 8   | LEDA/PGC 10312   | UGC 2194                | 02h43m26.66s  | +41d24m24.4s  | 997.61       |